# Buchhandel

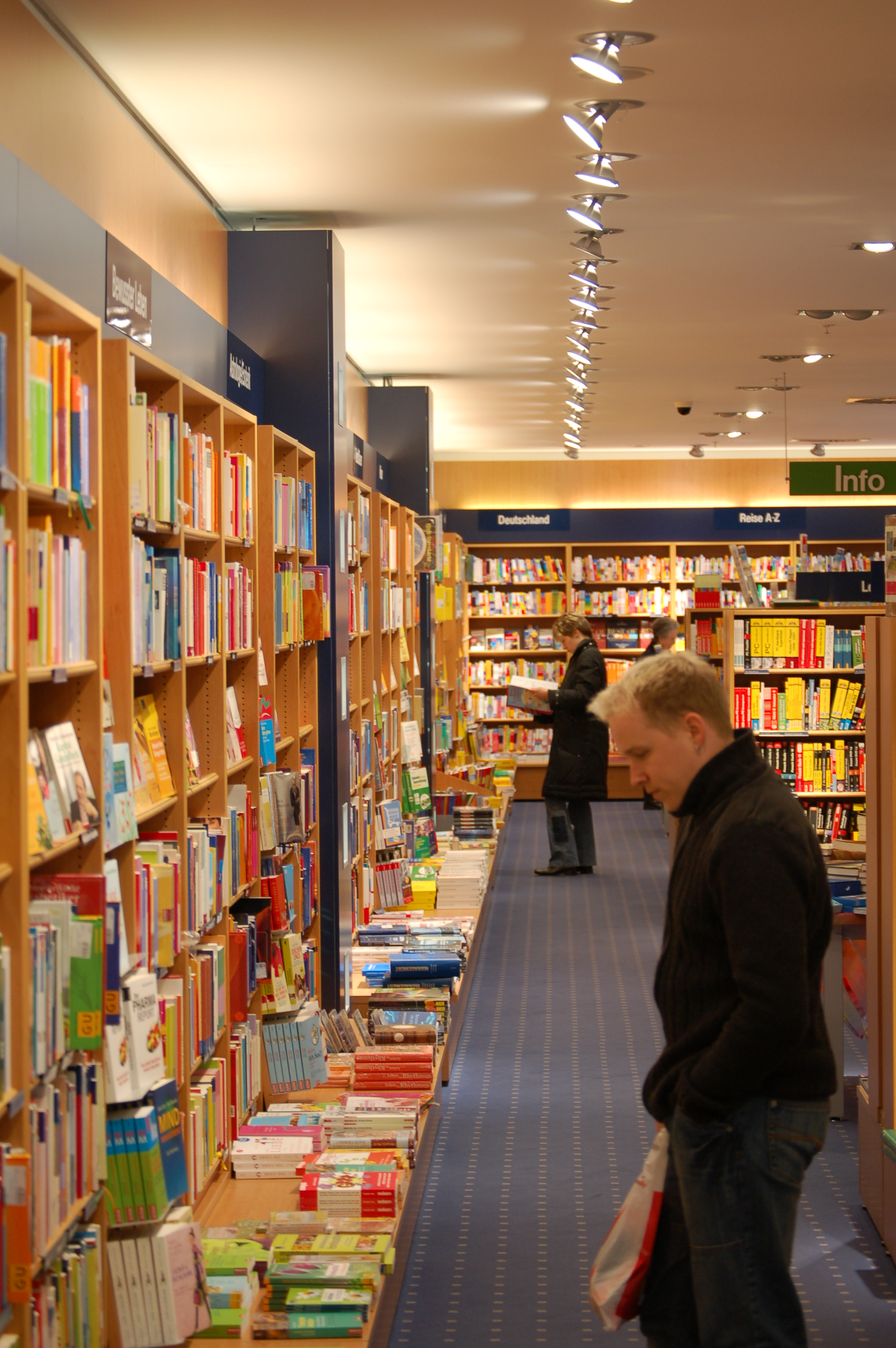
Sortimentsbuchhandlung

Buchhandel ist eine Branche, die sich mit der Herstellung und dem Vertrieb von Büchern, insbesondere Druckwerken, E-Books und anderen Medienformen, aber auch sogenannten Nonbooks, befasst. Die Branche ist untergliedert in drei Branchzweige bzw. Handelsstufen – dem herstellenden Buchhandel (Verlagsbuchhandel), Buchgroßhandel (Zwischenbuchhandel oder Kommissionsbuchhandel) und Bucheinzelhandel (Sortimentsbuchhandel). Im heutigen Sprachgebrauch der Branche wird allerdings – nicht ganz korrekt – mit Buchhandel nur der verbreitende Buchhandel bezeichnet (Zwischen- und Sortimentsbuchhandel), während der Verlagsbuchhandel nur als Verlag tituliert wird.
Bücher haben als Kulturgut eine Sonderstellung, die durch die Buchpreisbindung und den ermäßigten Mehrwertsteuersatz auf Bücher in einigen Ländern unterstützt wird.

## Funktion des Buchhandels
Der verbreitende Buchhandel vermittelt Bücher und andere Erzeugnisse von den Verlagen, oft auch sogenannte „non-books“ wie Schreibwaren und Geschenkartikel an die Endabnehmer. Er transportiert die Ware vom Ort der Herstellung zum Verbrauchsort. Lagerhaltung im Zwischen- und Sortimentsbuchhandel überbrückt die zeitliche Differenz zwischen Produktion und dem Bedarf beim Endverbraucher.
Der Buchhandel bündelt die Angebote vieler Verlage und die vielfältige Nachfrage der Endverbraucher und stellt Kontakt zwischen Herstellern und Abnehmern her, was Transport- und Transaktionskosten senkt. Er stellt die für den Warenumschlag notwendige Infrastruktur zur Verfügung und Dienstleistungen wie im Sortimentsbuchhandel die Begutachtung und Selektion der Angebote der Verlage sowie die Beratung der Endkunden. Umgekehrt liefert er den Lieferanten aus Verlags- und Zwischenbuchhandel Informationen über Kundenbedürfnisse und Absatzzahlen.
Der Sortimentsbuchhandel sorgt letztlich für das Zustandekommen eines geldwerten Handelsgeschäftes mit Forderungen. Im Gegensatz zu den meisten anderen Handelsbranchen ist die Preissetzungsfunktion im deutschen Buchhandel aufgrund der Buchpreisbindung auf den Produzenten des Handelsguts – die Verlage – beschränkt. Ausnahmen hiervon bilden das Antiquariat und das Moderne Antiquariat.

## Verlagsbuchhandel

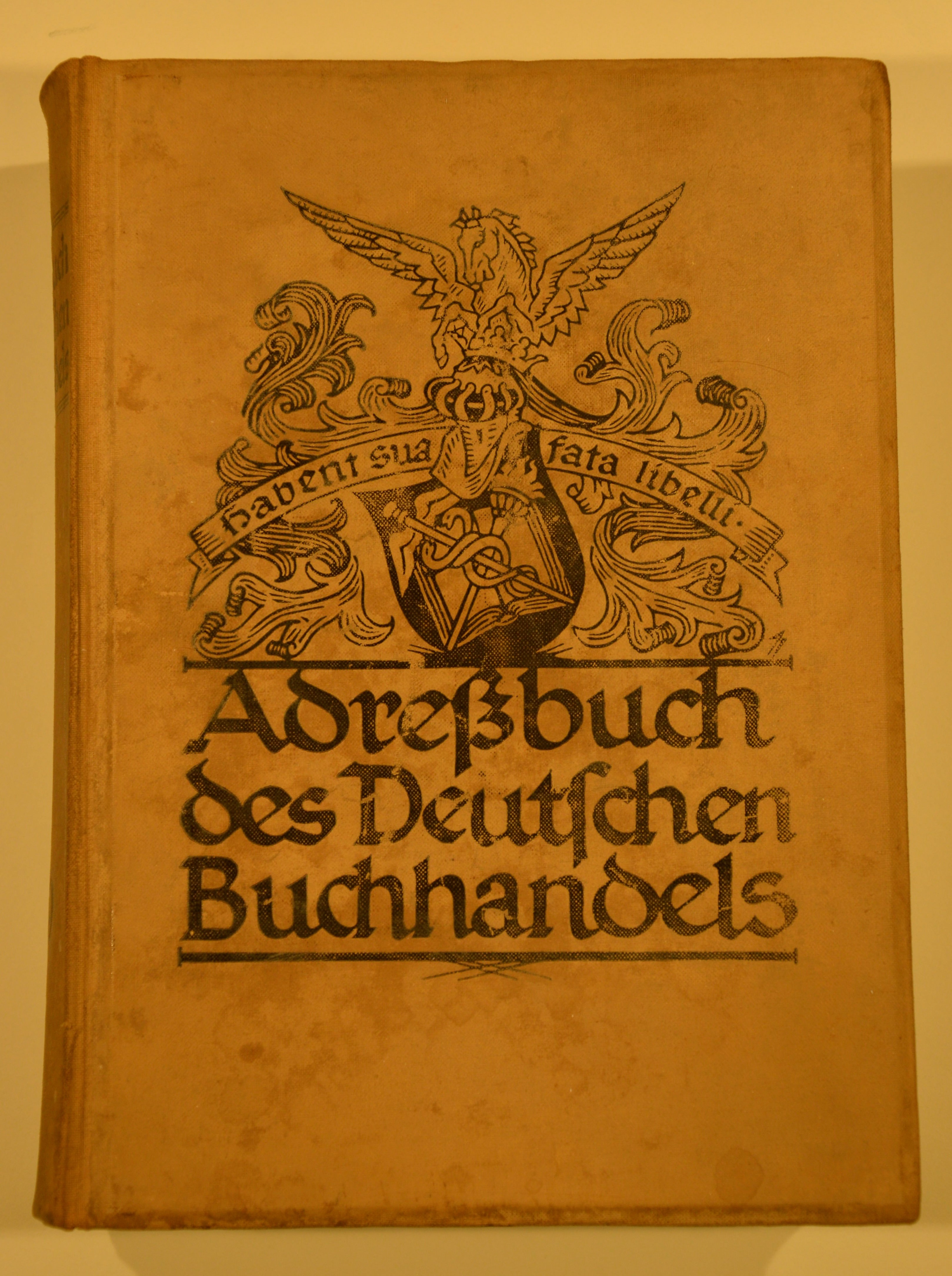
„Habent sua fata libelli“ (1929)

Der herstellende Buchhandel umfasst alle Betriebe, die Bücher, Noten, Bilder, Landkarten usw. produzieren und finanzieren. Es wird unterschieden in Allgemeinverlage, die mit ihren Erzeugnissen ein weites Spektrum an Themen abdecken und Fachverlage, die sich auf ein oder mehrere Sachgebiete spezialisieren.
Bei fortschreitender Konzernbildung sind viele Verlage inzwischen Imprints, d. h., sie gehören zu einer Verlagsgruppe und veröffentlichen unter ihrem angestammten Namen, operieren oft aber nicht mehr eigenständig.
Der Verlag besitzt die Rechte zur Produktion und zum Vertrieb der von ihm verlegten Buchtitel. Bei der Annahme eines Manuskriptes kommt es zum Vertrag mit dem Autor, bei dem er als Urheber das Recht zur Vervielfältigung, Verbreitung und Nutzung gegen ein vereinbartes Honorar an den Verlag überträgt. Im Gegenzug verpflichtet sich der zu drucken, zu verbreiten und zu werben. Bei der Herstellung des Buches legt der Verlag den Buchtitel fest. Er bestimmt auch in der Verlagsherstellung die äußere Gestaltung wie Typografie, Einband und Schutzumschlag und setzt den gebundenen Ladenpreis im Rahmen der gesetzlichen Buchpreisbindung fest, sowie davon abweichend die Ausstattung von Leseexemplaren zur Bewerbung eines Titels bei Rezensenten und Buchhändlern. Zu dessen Einhaltung sind in Deutschland alle Buchhändler und sonstigen Wiederverkäufer verpflichtet.
Verlagsvertreter vermitteln die Produkte der Verlage an die Buchhandlungen. Die Bestellungen laufen heute jedoch seltener über sie als über direkten Datenaustausch. Vertreter/Repräsentanten bearbeiten Anfragen bezüglich Rücksendungen und weisen die Buchhandlungen auf Neuheiten und aktuelle Titel, kurz „Novi“(täten), aus dem Verlagsprogramm hin. Sie präsentieren das Frühjahrsprogramm ab Januar bis Ostern (Ende der Vertreterreise); Herbstneuheiten (Reise Juni bis Oktober/November), für Novi bis zur Frankfurter Buchmesse im Oktober. Verlagsvertreter können fest angestellte Reisende eines Verlags sein oder selbständige Handelsvertreter eines oder mehrerer nicht konkurrierender Verlage. Da sich nur wenige Buch-Konzerne systematische Marktforschung leisten können, informieren die Vertreter beispielsweise frühzeitig über Produkte von Mitbewerbern und helfen, Buchtitel gängig zu formulieren.
Fest angestellte Vertreter erledigen auch verwaltende Aufgaben, die zur Verlagsauslieferung gehören, wie Remittendenverwaltung. Durch die Installierung eines Key Account Managements ist die Bedeutung des Berufs in der Sparte rückläufig.

## Zwischenbuchhandel
Zum Zwischenbuchhandel (auch: Buchgroßhandel) zählen alle Unternehmen, die am Bestell- und Warenverkehr zwischen Verlag und Sortimentsbuchhandel beteiligt sind.
Da der Zwischenbuchhandel keine Bücher verlegt, gehört er zum Bereich des verbreitenden Buchhandels.

### Barsortiment
Barsortimente beliefern die vertraglich an sie gebundenen Buch(einzel)händler auf eigene Rechnung und in eigenem Namen. Sie erhalten von den Verlagen einen Grosso-Rabatt und verkaufen an die Buchhändler zum üblichen Buchhandelsrabatt und erzielen so ihre Handelsspanne.

### Verlagsauslieferungen
Verlagsauslieferungen sind Dienstleistungsunternehmen, die für Verlage die Lagerung, Bestellannahme, den Versand übernehmen. Sie handeln im Gegensatz zum Barsortiment in der Regel im Auftrag, im Namen und für Rechnung des Verlages, tragen also kein eigenes Verkaufsrisiko.

### Einkaufsgenossenschaften
Obwohl es im Buchhandel seit Jahren eine starke Tendenz zur Konzentration gibt, existiert eine Landschaft von über 4000 kleinen und mittleren Sortimentsbuchhandlungen, die entweder allgemeine oder spezialisierte Sortimente anbieten. Die großen Buchhandelsketten erzielen bei den Verlagen Maximalrabatte für den Bezug und können auch ihre Verwaltungsaufgaben stark rationalisieren. Da es allerdings aufgrund der Buchpreisbindung keinen Wettbewerb über den Preis gibt, bestehen für die kleineren Sortimente Möglichkeiten, die Handelsspanne durch Optimierung der Betriebsabläufe zu verbessern. Treten viele kleine Buchhandlungen den Verlagen und Dienstleistern gemeinsam gegenüber, können vielfach bessere Konditionen ausgehandelt werden, als dies einzelnen kleinen Buchhandlungen möglich wäre.
Einkaufsgenossenschaften im Buchhandel (Auswahl):
- eBuch (Heidelberg)
- LG Buch (München)
- EK/servicegroup – Fachgruppe Lesen & Erleben (Bielefeld)

## Bucheinzelhandel

### Sortimentsbuchhandel
Buchhandlungen (Ladengeschäfte), die an Endkunden verkaufen und sie beraten, sowie Buchabteilungen im allgemeinen Warenhaus (Warenhausbuchhandel) werden als Sortimentsbuchhandlungen bezeichnet. Der Buchhändler „sortiert“ aus allen lieferbaren Werken seine individuelle Auswahl, inhaltlich (z. B. Kunstbuchhandlungen, Fachbuchhandlungen) oder quantitativ (große oder kleine Ladenfläche vorhanden). Der Sortimenter (d. h. Sortimentsbuchhändler) bezieht seine Ware direkt beim Verlag oder beim Buchgroßhandel, in der Regel von beiden. Beim Kauf erhält er den Buchhändlerrabatt, der vom festen Ladenpreis abgezogen wird. Der Sortimenter kauft bei seinen Lieferanten in der Regel „fest“ ein, ohne oder unter bestimmten Bedingungen auch mit Rückgaberecht (Remission / Remittende), was an bestimmte Termine gebunden ist. In das wissenschaftliche Sortiment wird Fachliteratur oft auch „in Kommission“ oder „bedingt“ geliefert, nach strikten Vereinbarungen mit dem liefernden Verlag.
Hauptmerkmale des Sortimentsbuchhandels sind die drei „B“s:
- Bereithalten des gewünschten Angebots an Titeln,
- Beratung durch fachkundiges Personal,
- Bestellen nicht vorrätiger Titel.

Die Sortimentsbreite ist das wesentliche Merkmal des allgemeinen Sortimentbuchhandels, der, je nach Größe des Unternehmens, in Deutschland 10.000 bis 120.000 Titel vorrätig hält, hauptsächlich in den Bereichen Belletristik, Sachbuch und Kinderbuch, zunehmend auch in den Bereichen Taschenbuch und Modernes Antiquariat. Fachbuchhandlungen kennzeichnen sich eher durch die Sortimentstiefe. Dies bedeutet, dass zu einem bestimmten (meist wissenschaftlichen) Schwerpunktgebiet nahezu sämtliche lieferbare Literatur vorrätig gehalten wird.
Gräfe und Unzer in Königsberg war der größte Sortimentsbuchhändler Europas.

### Versandbuchhandel
Versandbuchhandlungen sind in der Regel Buchhandlungen ohne eigenes Ladengeschäft. Für das lieferbare Sortiment werben Prospektbeilagen, Anzeigen in der (Fach-)Presse und der Direktversand von Bestandskatalogen an den Kunden. Der erhält die bestellten Bücher auf dem Postweg.
Traditionell boten Versandbuchhändler meist hochpreisige, umfangreichere Werke an wie Lexika, Werkausgaben und Wörterbücher. Der Vertriebsweg Internet änderte das. Nahezu jede stationäre Sortimentsbuchhandlung bietet heute die Bestellmöglichkeit über das Internet und wird so auch zur Versandbuchhandlung. Buchgemeinschaften und internationale Zeitschriftenagenturen gehören ebenfalls zum Versandbuchhandel.
Die Interessen des Branchenzweigs vertritt der Bundesverband der Deutschen Versandbuchhändler. Er wurde 1901 in Leipzig gegründet und hat seinen Sitz in Wiesbaden. Laut Aussage des Verbandes liegt der Anteil des Versandbuchhandels am gesamten Buchhandelsumsatz in der Bundesrepublik Deutschland bei etwa 12 Prozent. Der Börsenverein des Deutschen Buchhandels gibt den Anteil für das Jahr 2009 mit 15,5 Prozent (1,5 Milliarden Euro) an, wobei 12,2 Prozent auf den Online-Buchhandel entfallen.
2006 überwogen Bestellungen per Internet erstmals die Katalogbestellungen.
Der Gesamtumsatz im Versandbuchhandel stieg 2008 um 2,3 Prozent auf 1,493 Milliarden Euro. Der Zuwachs ging zu Lasten des klassischen, katalog- und außendienstgestützten Geschäfts. Während die Online-Umsätze 2008 um acht Prozent stiegen, gab der traditionelle Versandbuchhandel (ohne Buchclubs) um drei Prozent auf 475 Millionen Euro nach (2007: 489 Millionen Euro). Die Buchclubs verloren vier Prozent Umsatz und kamen nur noch auf 244 Millionen Euro. Von den starken Online-Umsätzen profitierten laut Bundesverband vor allem die größeren Marktteilnehmer wie Weltbild und Amazon.de.
Die größten Online-Buchhändler im deutschsprachigen Raum sind Amazon (Jahresumsatz 1 Milliarde Euro), Weltbild (Jahresumsatz 237 Millionen Euro), buch.de (Jahresumsatz 70 Millionen Euro) und buecher.de (Jahresumsatz 38,8 Millionen Euro).

### Reisebuchhandel
Der Reisebuchhandel ist historisch aus dem Kolportagebuchhandel entstanden und organisatorisch oftmals mit dem Versandbuchhandel verbunden.
Meist hochpreisige Titel, umfangreiche Lexika, Enzyklopädien und Fachbücher werden von einem Vertreter mittels Reisemustern an ausgewählte Personen und Firmen verkauft. Der Vertreter erhält eine Provision auf die verkauften Werke; Lieferung und Inkasso übernimmt die Reisebuchhandlung. Aufgrund der besonderen Kosten erhält der Reisebuchhandel vom Verlag einen erhöhten Rabatt. Der Reisebuchhandel verliert heute zunehmend an wirtschaftlicher Bedeutung.

### Antiquariat

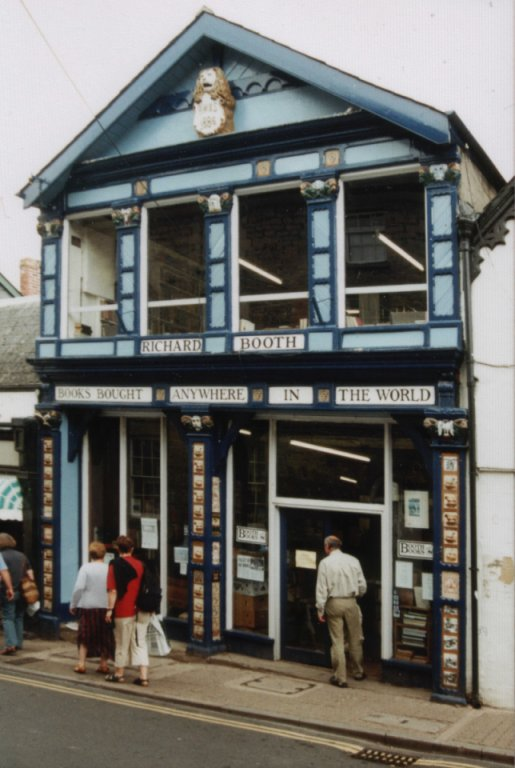
Antiquariat im walisischen Hay, dem ersten Bücherdorf der Welt

Ein Antiquariat ist ein auf alte und gebrauchte Bücher spezialisiertes Geschäft. Es bietet neben Büchern andere alte Druckerzeugnisse an.
Im Modernen Antiquariat werden besonders preisgünstige Bücher gehandelt, für die die Buchpreisbindung aufgehoben wurde (z. B. Remittenden oder Mängelexemplare).

### Sonderformen des Bucheinzelhandels

#### Bahnhofsbuchhandel
Die Bahnhofsbuchhandlung ist speziell an Bedürfnissen von Reisenden ausgerichtet und in einem Bahnhof oder Flughafen angesiedelt.

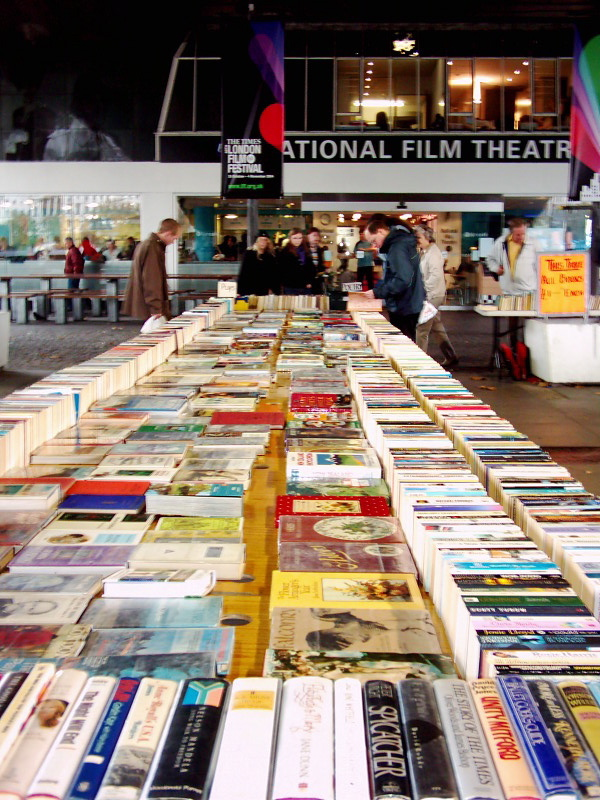
Bücherverkauf in London vor dem BFI Southbank

#### Buchgemeinschaften
Eine Buchgemeinschaft ist ein Vertriebssystem für Bücher, die exklusiv oder zu Vorzugspreisen an Mitglieder der Buchgemeinschaft verkauft werden.

#### Bücherverkaufsstelle
Bücherverkaufsstellen sind Verkaufsstellen wie Schreibwarengeschäfte, Supermärkte und Fachgeschäfte, die Bücher nur im Nebensortiment anbieten. Der Wareneinkauf erfolgt meist im rack-jobbing-Verfahren, das heißt, externe Lieferanten (Verlage, Zwischenbuchhändler) organisieren die Bestückung der Verkaufsfläche. Eine Sonderform der Bücherverkaufsstelle ist der Warenhausbuchhandel.

## Interessenvertretung
Im deutschsprachigen Raum ist der Börsenverein des Deutschen Buchhandels die Interessenvertretung der Verleger und Buchhändler in Deutschland, der Schweizer Buchhändler- und Verleger-Verband (SBVV) nimmt dieselben Interessen in der Schweiz wahr, in Österreich der Hauptverband des österreichischen Buchhandels.
Im Internationalen Buchhändler Verband IBF/IBV für Wissens- und Erfahrungsaustausch sind 35 Länder oder überregionale Verbände vertreten.

## Umsatzstärkste Buchhandelsunternehmen im deutschsprachigen Raum

### 2008
Die 15 größten Buchhandels-Unternehmen im deutschsprachigen Raum nach ihrem Umsatz 2008:
| Rang | Firmen | Firmensitz   | Umsatz in Mio. € | Verkaufsstellen | Verkaufsfläche in m² insg. | Mitarbeiter  |
| ---- | --- | ------------ | ---------------- | --------------- | -------------------------- | ------------ |
| 1.   | Thalia Holding GmbH | Hamburg      | 855              | 294             | 240.000                    | 5.153        |
| 2.   | DBH Deutsche Buch Handels GmbH & Co. KG (Zusammenschluss aus: Weltbild, Jokers, Hugendubel, Weiland, Wohlthat’sche und DBH Warenhaus) | München      | 755              | 503             | k. A.                      | 3.680        |
| 3.   | Mayersche Buchhandlung | Aachen       | 160*             | 042             | 005.100 (2007)             | 1.000 (2007) |
| 4.   | Schweitzer Sortiment | München      | 158              | 029             | 006.200                    | 0.520        |
| 5.   | Libro Handelsgesellschaft | Guntramsdorf | 084*             | 230             | k. A.                      | k. A.        |
| 6.   | Orell Füssli | Zürich       | 080              | 017             | 010.900                    | 0.400        |
| 7.   | Kaufhof | Köln         | 078*             | 120             | 017.000 (2007)             | k. A.        |
| 8.   | Lehmanns Fachbuchhandlung | Heidelberg   | 076              | 035             | 014.600                    | 0.363        |
| 9.   | Morawa | Wien         | 047,6            | 021             | 007.180                    | 0.220        |
| 10.  | Osiandersche Buchhandlung | Tübingen     | 043,9            | 019             | 013.140                    | 0.232        |
| 11.  | Karstadt Warenhaus | Essen        | 040*             | 0ca. 80         | k. A.                      | k. A.        |
| 12.  | Lüthy Balmer Stocker | Solothurn    | 036,9            | 010             | 008.000 (2007)             | k. A.        |
| 13.  | Bücher Pustet | Regensburg   | 036              | 011             | 007.900                    | 0.180        |
| 14.  | Wittwer | Stuttgart    | 035,1            | 006             | k. A.                      | k. A.        |
| 15.  | Sack Mediengruppe | Köln         | 034,8            | 009             | 001.400 (2007)             | 0.125 (2007) |

### 2012
Die fünf größten Buchhandels-Unternehmen im deutschsprachigen Raum nach ihrem Umsatz 2012:
| Rang | Firmen | Firmensitz | Umsatz in Mio. € | Verkaufsstellen |
| ---- | --- | ---------- | ---------------- | --------------- |
| 1.   | Thalia Holding GmbH | Hagen      | 984              | 300             |
| 2.   | DBH Deutsche Buch Handels GmbH & Co. KG (Zusammenschluss aus: Weltbild, Jokers, Hugendubel, Weiland, Wohlthat’sche und DBH Warenhaus) | München    | 695*             | 420             |
| 3.   | Schweitzer Fachinformationen | München    | 182              | 025             |
| 4.   | Mayersche Buchhandlung | Aachen     | 170              | 046             |
| 5.   | Orell Füssli | Zürich     | 095              | 014             |